# Jacques-Oudart Fourmentin
Pour les articles homonymes, voir Fourmentin et Bucaille.
 (février 2009).
Si vous disposez d'ouvrages ou d'articles de référence ou si vous connaissez des sites web de qualité traitant du thème abordé ici, merci de compléter l'article en donnant les références utiles à sa vérifiabilité et en les liant à la section « Notes et références ».
Jacques Oudart Fourmentin, dit baron Bucaille, né le 22 février 1764 à Boulogne-sur-Mer et mort le 10 janvier 1848 à Boulogne-sur-Mer, est un corsaire et capitaine français.

## Biographie
Après une jeunesse où il est mousse, Jacques Oudart Fourmentin devient matelot dans la Royale. Il participe au siège de Gibraltar (1779-1783) puis, à son retour à Boulogne-sur-Mer, devient patron-pêcheur.
Pendant les guerres de la Révolutions et de l'Empire, il est corsaire en Manche et réalise sa première prise de guerre avec une péniche que lui avait confiée son armateur. Fin observateur, il développe une nouvelle tactique d'assaut, basée sur la surprise et la rapidité grâce à l'emploi d'une embarcation légère et maniable (type grande chaloupe). Il commande plusieurs navires : Le Furet, Le Rusé (jusqu'en 1798), puis L'Adolphe et L’Étoile. En 1801, il fait face au bombardement de la ville par l'amiral Nelson.
Il se distingue en s'emparant du cotre anglais L'Argus par un abordage le 18 septembre 1807.

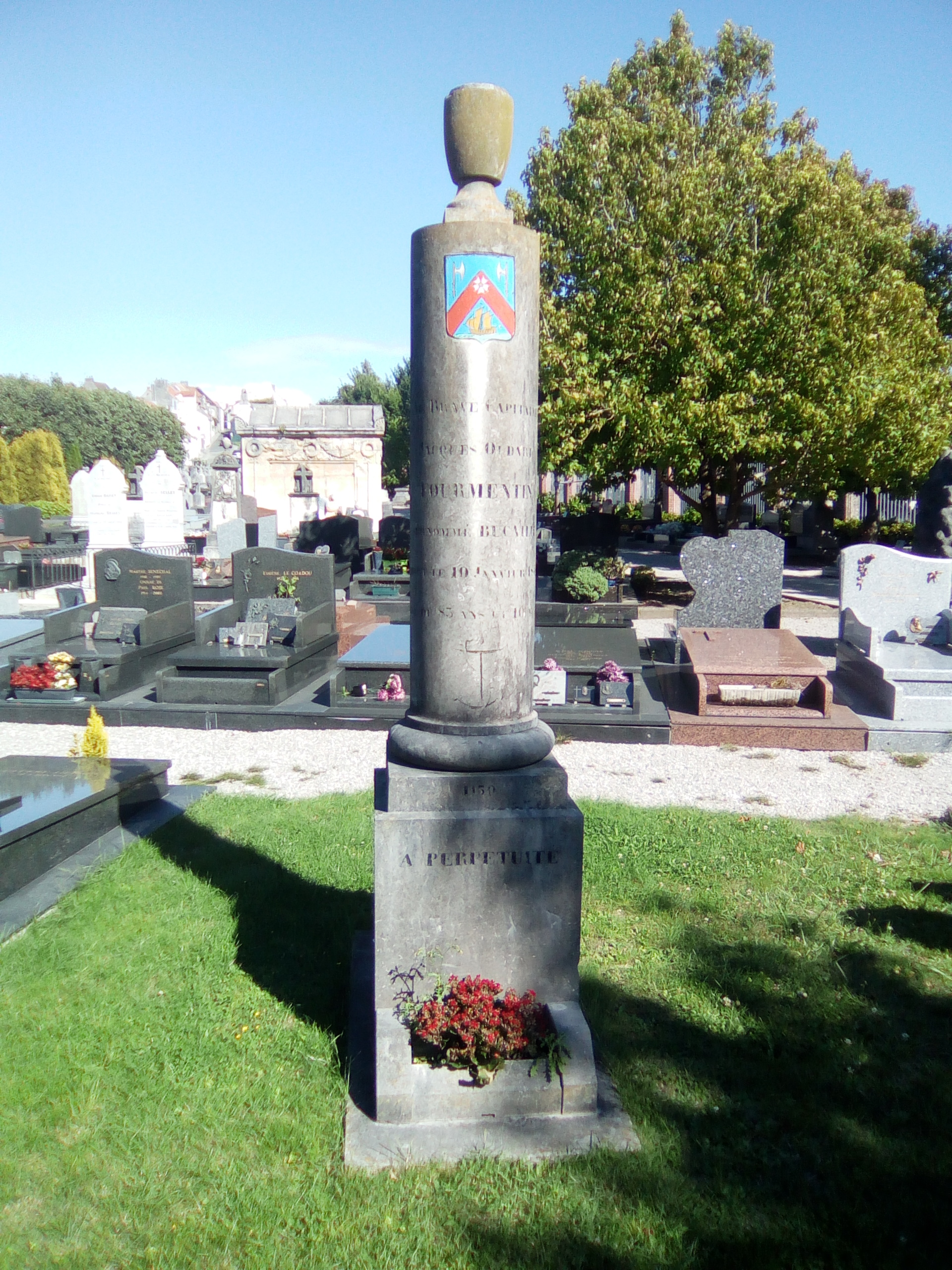
Tombe de Jacques-Oudart Fourmentin au cimetière de l'Est de Boulogne-sur-Mer.

Grâce à ses succès, il est décoré de la Légion d'honneur (1804) puis fait chevalier héréditaire de l'empire par Napoléon (1809). On lui attribue 99 prises. Sa légende est vivace et le fait devenir héros de Boulogne-sur-Mer.
Un patrouilleur des douanes françaises, basé à Boulogne-sur-Mer et d'une longueur de 43 mètres, porte son nom le Jacques Oudart Fourmentin (DF P1).
Jacques Oudart Fourmentin meurt le 10 avril 1848 à l’âge de 83 ans. Il est enterré au cimetière de l'Est de Boulogne-sur-Mer.